# Максимович Іван Петрович (богослов)
Іван Петрович Максимович (рос. Иван Петрович Максимович; 25 серпня 1807 — 1861, м. Київ) — професор гебрейської мови в Київській духовній академії (1807—1861), богослов та перекладач.

## Життєпис
Був редактором щотижневого академічного журналу «Недільні читання», публікував богословські твори українських письменників 17-18 століть; писав російською мовою.
Перекладав російською мовою з давньоєврейської Старий Заповіт, але надруковано було лише 19 глав книги Царств — «Труди Київської академії» (рос. Труды Киевской академии), 1861 р.
Також вийшли окремим виданням «Історичні огляди Сьомого вселенського собору» — Київ, 1845 р. (рос. Историческое обозрение седьмого вселенского собора).
«Паломник київський або путівник по монастирях та церквах київських» (рос. Паломник Киевский, или Путеводитель по монастырям и церквам Киевским), К., 1845, 1854 року вийшло четверте видання.